# 島田裕巳宅爆弾事件
島田裕巳宅爆弾事件（しまだひろみたくばくだんじけん）は、1995年（平成7年）3月に東京で発生した爆発事件である。一連のオウム真理教事件のひとつ。

## 概要
1995年（平成7年）3月19日午後7時25分頃、東京都杉並区のマンションの1階玄関出入口ガラスドアで黒色火薬時限爆弾が爆発した。
その後の捜査で、オウム真理教信者らが同教団に好意的とされた宗教学者で日本女子大学元教授・島田裕巳の（以前住んでいた）自宅マンションを爆破したことが判明する。島田は既に転居済みで怪我はなかった。反オウムの者による犯行に見せかけた自作自演行為で、地下鉄サリン事件直前のリムジン謀議で東京総本部火炎瓶事件と共に実行が決定され、警察の捜査を撹乱することを目的としていた偽旗作戦であった。井上嘉浩が主体となって実行したが、井上によると計画を提案したのは青山吉伸であるという（火炎瓶事件は井上が提案）。村井秀夫は花火以上ならば良いとして、爆弾に強い信者の滝澤和義らに爆弾製造を指示した。
山形明の証言によると、爆発すると井上は非常に興奮し「バクダン、バクダン！花火みたいに凄かった！ヒロミちゃん、ヒロミちゃん！もう1回やれば完璧だ！」とはしゃいでいたという。
この事件では井上、山形、平田信の他、陸上自衛隊第1空挺団3等陸曹（火炎瓶事件にも関与、後に懲戒免職）を含む数名が爆発物取締罰則違反容疑で逮捕・起訴されて有罪となった。平田は2012年（平成24年）2月に起訴され、オウム真理教事件では初めて裁判員裁判で審理されることになった。
また、同容疑で2004年（平成16年）7月に石川公一が逮捕されたが、警察庁長官狙撃事件の捜査を目的とした別件逮捕であり、後に釈放され、不起訴処分となった。